# 2010年羽曳野市枪击事件
2010年羽曳野市枪击事件（日语：羽曳野発砲事件）是一起致命的枪击事件，于2010年1月12日发生在日本大阪府羽曳野市南边的一个酒吧。
枪击事件是由49岁杉浦安久实施。包括其岳母在内有三个人在此次枪击事件中被杀，杉浦安久也在事件中自杀。
这样的枪击事件在日本不常见。

## 案件
49岁的杉浦康久是日本大阪府的一名政府雇员。据警方称，他与一名48岁的女子有“问题婚姻”。
2010年1月12日，杉浦康久去II-Chan酒吧与66岁的岳母田中义子讨论离婚事宜，当时酒吧在开门营业，里面还有其他顾客，杉浦康久的妻子可能就在其中。杉浦康久离开酒吧一阵子后带着步枪返回，并于当天晚上20:00左右开始射击，杉浦康久的两个射击目标：田中义子和23岁的酒吧员工福井大宿当场死亡，49岁的酒吧老板上原弘也在不久后死亡。目击者称步枪射击发出“三到四次钝响”，酒吧前留下一滩血。
最终杉浦康久离开酒吧，对着自己的腹部开枪自杀。